# Carracedo (Caldas de Reyes)
Carracedo (llamada oficialmente Santa Mariña de Carracedo) es una parroquia del municipio español de Caldas de Reyes, en la provincia de Pontevedra, Galicia.

## Toponimia
La parroquia también es conocida por los nombres de Santa Marina de Carracedo y Santa Marina P. de Carracedo.

## Historia
Hacia mediados del siglo XIX, el lugar, por entonces referido como una feligresía, tenía contabilizada una población de 750 habitantes. Aparece descrito en el quinto volumen del Diccionario geográfico-estadístico-histórico de España y sus posesiones de Ultramar de Pascual Madoz con las siguientes palabras:

CARRACEDO (Sta. Marina): felig. en la prov. de Pontevedra (3 1/2 leg.), part. jud. y ayunt. de Caldas de Reye (1/2), dióc. de Santiago (5). sit. á la der. del r. Vermañan en la raiz oriental del monte Geabre, donde la combaten principalmente los aires del N. y S.; el clima es bastante sano. Tiene 150 casas, repartidas en los l., que la componen, á saber: el de su nombre, Fieitoso, Casaldarrique, Gurgullon, Pedreyra, Curtiñas, Oubeyro, Cope, Cruce é Iglesia, escuela de primeras letras, frecuentada por indeterminado número de niños, cada uno de los cuales pagan al maestro un ferrado de maiz al año; y una igl. parr. bajo la advocacion de Sta. Marina ó Mariña, servida por un cura. Confina el térm. N., felig. de San Clemente de Cesa (1/2 leg.); E. monte Geabre (3/4); S. y O. felig. de Veemil (1/2). El terreno participa de monte y llano, y es de mediana calidad. En varios puntos del mismo brotan fuentes de buenas aguas, que utilizan los vec. para su gasto doméstico, abrevadero de ganados y otros objetos. Los caminos son locales, dirigiendo uno de ellos, llamado Real á la cap. del part.; de cuyo punto se recibe el correo. prod.: centeno, maiz, legumbres, leña y pastos; se cria ganado vacuno, lanara y cabrio; y hay caza de liebres, conejos y perdices. ind.: sin contar la agrícola, hay una fáb. de curtidos, la cual se halla en floreciente estado. pobl.: 150 vec., 750 alm. contr. con el ayunt. (V.)
(Madoz, 1846, p. 604)

## Organización territorial
La parroquia está formada por nueve entidades de población, constando ocho de ellas en el nomenclátor del Instituto Nacional de Estadística español:
- A Peroxa
- Campo (O Campo)
- Casalderrique
- Cope (O Cope)
- Cortiñas (As Cortiñas)
- Cruceiro (O Cruceiro)
- Fieitoso (O Fieitoso)
- Gorgullón (O Gorgullón)
- Outeiro (O Outeiro)

## Demografía
| Gráfica de evolución demográfica de Carracedo entre 2000 y 2023 |
|                                                                 |
| Datos según el nomenclátor publicado por el INE.                |